# Spirit Journal
The Spirit Journal fue un boletín trimestral publicado en Estados Unidos que presenta información sobre bebidas alcohólicas. Comenzó a ser publicado y editado por F. Paul Pacult en 1991. Se denomina F. Paul Pacult's Spirit Journal. El boletín dejó de publicarse con el número de diciembre de 2018.
El autor, F. Paul Pacult, es el mayor experto estadounidense en bebidas espirituosas destiladas.
The Spirit Journal era el boletín sobre licores, vino y cerveza más fiable de Estados Unidos. Se publicaba trimestralmente, no aceptaba publicidad y, como tal, ofrecía reseñas y valoraciones imparciales que se consideraban el patrón oro dentro de la industria de las bebidas alcohólicas. Según la página web del boletín, es "la publicación más citada del mundo sobre licores, cerveza y vinos fortificados".